# Stade Josy Barthel
Het Stade Josy Barthel is een stadion in het Groothertogdom Luxemburg in de hoofdstad Luxemburg.
Het is de thuishaven van het Luxemburgs voetbalelftal en atletiekvereniging CSL (Cercle Sportif de Luxembourg). Het stadion is sinds juli 1993 vernoemd naar atleet Josy Barthel, die tijdens de Olympische Spelen van 1952 in Helsinki een gouden medaille en een wereldrecord haalde op de 1.500 meter hardlopen. Hij is daarmee de enige Luxemburger die ooit een gouden medaille won op de Olympische Spelen.
Het stadion, voorheen Neie Stadion geheten, heeft een capaciteit van 8.054 zitplaatsen en is verreweg het grootste van Luxemburg. Omdat bijna alle andere stadions in Luxemburg te klein of ongeschikt zijn voor Europese wedstrijden, wordt het stadion af en toe door Luxemburgse clubs gebruikt voor Europese wedstrijden, meestal kwalificatierondes. In 1928 was het stadion voltooid en in 1990 herbouwd.
In maart 2012 werd bekendgemaakt dat het verouderde stadion compleet zou worden gerenoveerd. De UEFA dreigde namelijk om de Luxemburgse voetbalclubs uit te sluiten van internationale wedstrijden als het in erbarmelijke staat verkerende stadion niet snel zou worden opgeknapt. De toenmalige UEFA-voorzitter Michel Platini sprak op een persconferentie in Luxemburg op 25 september 2013 over een van de meest vervallen stadions die hij ooit had gezien. De renovatie ging uiteindelijk niet door, de Luxemburgse voetbalbond (FLF) besloot in 2014 tot de bouw van een nieuw stadion. De symbolische schop in de grond voor het 60 miljoen euro kostende Nationaal Stadion werd op 18 september 2017 gedaan. De afwerking is voorzien eind 2019.
Op 20 september 2018 speelde F91 Dudelange haar eerste officiële Europa League duel ooit in Stade Josy Barthel. Grootmacht AC Milan kwam op bezoek en won met 0-1 door een doelpunt van Gonzalo Higuaín.